# Tsevi Pryłucki

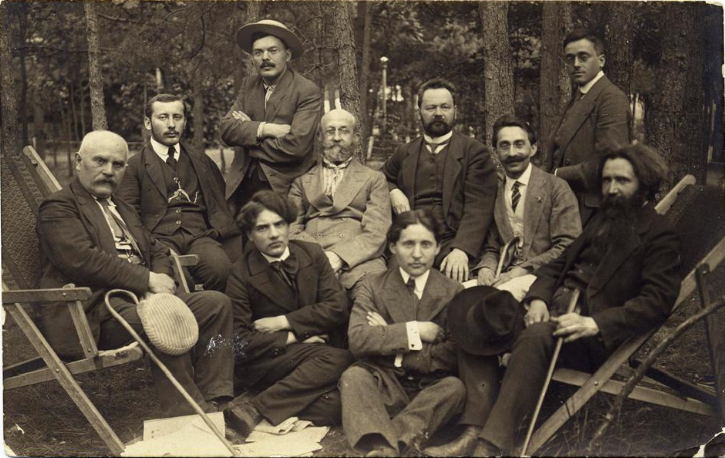
Pryłucki (vierter von rechts) unter den Redakteuren der Zeitung Der Moment (1920er Jahre)

Tsevi Hirsch Pryłucki, auch Zevi Pryłucki, (geboren 27. Juli 1862 in Kremenez, Russisches Kaiserreich; gestorben 21. Mai 1942 im Warschauer Ghetto) war ein polnischer Zeitungsherausgeber und Journalist.

## Leben
Tsevi Pryłucki wuchs in einer wohlhabenden Kaufmannsfamilie in Kremenez auf und erlernte die russische, französische und deutsche Sprache. Er studierte ein paar Semester in Kiew und Berlin. In den 1880er und 1890er Jahren trat er als zionistischer Aktivist in Wolhynien für die Unterstützung der jüdischen Kolonisierung Palästinas ein. Er propagierte im Sprachenstreit das Hebräische als Sprache der Juden Osteuropas.
Seine journalistische Karriere begann Pryłucki mit Artikeln in hebräischen Zeitungen, in denen er sich kritisch mit Achad Ha'ams Kulturzionismus auseinandersetzte. 1898 musste er sein Handelsgeschäft in Kremenez aufgeben und zog nach St. Petersburg. Er schrieb weiterhin zionistische Artikel für die Zeitung Ha-Meliz, schrieb aber auch in jiddischen und russischen Zeitungen. Im Jahr 1905 zog er nach Warschau und gründete dort sowohl eine jiddische als auch eine hebräische Zeitung, die bald darauf aus betriebswirtschaftlichen Gründen eingestellt werden mussten. 1910 ging er zur neugegründeten jiddischen Tageszeitung Der Moment, die Zeitung erreichte 1914 vor Ausbruch des Ersten Weltkriegs eine Auflage von 60.000 Exemplaren und konkurrierte mit der Tageszeitung Haynt um den ersten Platz unter den jiddischen Zeitungen. Pryłucki schrieb fortan eine wöchentliche politische Kolumne.
Pryłucki starb im Warschauer Ghetto, seine Memoiren über die jüdische Zeitungslandschaft im Vorkriegspolen konnten  zum Teil vor der Zerstörung durch die Deutschen gerettet werden und befinden sich heute im Ringelblum-Archiv.
Der polnische Politiker Noah Pryłucki war ein Sohn, er wurde ebenfalls ein Opfer des Holocaust.

## Erinnerungen

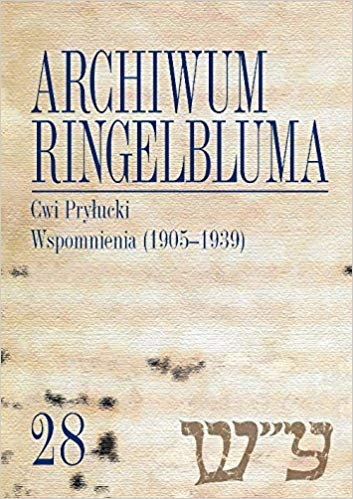
Cwi Pryłucki Erinnerungen (2015)

- Cwi Pryłucki: Wspomnienia : (1905–1939). Warschau : Wydawnictwa Uniwersytetu Warszawskiego, 2015. Archiwum Ringelbluma ; tom 28. ISBN 978-83-61850-44-1